# Battelle
Battelle Memorial Institute est une entreprise à but non lucratif américaine basée à Columbus. Elle est spécialisée dans la recherche et l’ingénierie, dans un champ d'activité très diversifié.

## Histoire
Le Battelle Memorial Institute est fondé en 1929 conformément aux dispositions testamentaires de en:Gordon Battelle, industriel américain de l’acier, et de sa mère, Annie Maude Norton Battelle, qui laisse à l’Institut l’essentiel de la fortune familiale en 1925. L’institut a pour objectif de mettre les découvertes scientifiques et progrès technologiques au service de l’humanité en mettant à disposition des entreprises ou des organismes gouvernementaux ses laboratoires et son personnel scientifique.
Il cogère avec le département de l'Énergie des États-Unis plusieurs laboratoires nationaux et a ouvert en Europe des centres Francfort (1951) et à Genève en 1952.

## Relations internationales
L'université est membre de l’Université de l'Arctique. UArctic est un réseau international d’universités, d’instituts de recherche et d’organisations ayant pour but de promouvoir, coordonner et soutenir la recherche ainsi que l’éducation en régions arctiques.